# 2021 en Suède
Chronologie de la Suède
- 2017
- 2018
- 2019
- 2020
- 2021
- 2022
- 2023
- 2024
- 2025

Cet article présente les faits marquants de l'année 2021 en Suède ou relatifs à la Suède.

## Gouvernement
- Monarque : Charles XVI Gustave
- Premier ministre : Stefan Löfven jusqu'au 30 novembre puis Magdalena Andersson.

## Événements
- L'attentat de Göteborg est une attaque à la bombe survenue le 28 septembre 2021 dans un immeuble situé Övre Husargatan 20, à Annedal (en), à Göteborg, en Suède. 16 personnes ont été blessées dont 4 gravement[1].
- L'attaque au couteau de Vetlanda est survenue le 3 mars 2021 à Vetlanda, en Suède, lorsque sept personnes ont été poignardées.

## Art et culture
- Le Melodifestivalen 2021 est le concours de chansons permettant de sélectionner le représentant de la Suède au Concours Eurovision de la chanson 2021. Il consiste en quatre demi-finales (Deltävling), rassemblant sept artistes chacune, une deuxième chance (Andra Chansen) et une finale. Le concours débute le 6 février 2021 à raison d'une émission chaque samedi à 20h, la finale ayant lieu le 13 mars 2021. Il est remporté par Tusse et sa chanson Voices, sélectionné ainsi comme représentant de la  Suède au Concours Eurovision de la chanson 2021, à Rotterdam.

### Cinéma
- L'Ange blond de Visconti : Björn Andrésen, de l'éphèbe à l'acteur (Världens vackraste pojke) est un film documentaire suédois réalisé par Kristina Lindström (sv) et Kristian Petri (sv) et sorti en 2021.
- Bergman Island est un film suédo-germano-belgo-français réalisé par Mia Hansen-Løve sorti en 2021.
- Clara Sola est un film dramatique écrit et réalisé par Nathalie Álvarez Mesén et sorti en 2021[2]. Le film est une coproduction belgo-suédo-germano-franco-américano-costaricienne.
- Costa Brava, Lebanon est un film dramatique libanais, français, espagnol, suédois, danois, norvégien et qatari réalisé par Mounia Akl et sorti en 2021.
- Danse avec les queens (Dancing Queen) est une comédie dramatique suédoise écrite et réalisée par Helena Bergström et sortie en 2021.
- Flee (Flugt) est un documentaire d'animation dano-franco-norvégio-suédois écrit et réalisé par Jonas Poher Rasmussen et sorti en 2021.
- The Innocents (De uskyldige, litt. « L'innocent ») est un film américano-finlando-dano-suédo-norvégien[3] écrit, co-produit et réalisé par Eskil Vogt, sorti en 2021.
- Julie (en 12 chapitres) (Verdens verste menneske) est un film norvégo-franco-dano-suédois co-écrit et réalisé par Joachim Trier, sorti en 2021.
- Lamb (Dýrið) est un drame psychologique islandais co-écrit et réalisé par Valdimar Jóhannsson, sorti en 2021.
- Margrete : Reine du Nord (danois : Margrete den Første) est un film danois réalisé par Charlotte Sieling, sorti en 2021.
- Pleasure est un film dramatique suédois écrit et réalisé par Ninja Thyberg, sorti en 2021. Il est basé sur un court métrage homonyme de la même réalisatrice, sorti en 2013.
- Sundown est un film franco-mexicano-suédois réalisé par Michel Franco et sorti en 2021.

## Sport

### Football
- La saison 2021 d'Allsvenskan est la quatre-vingt-dix-septième édition du championnat de Suède de football de première division. Les seize clubs de l'élite s'affrontent à deux reprises, une fois à domicile et une fois à l'extérieur. À l'issue de la compétition, les deux derniers du classement sont relégués en Superettan, tandis que le club classé 14e doit disputer un barrage de promotion-relégation face au 3e de deuxième division.
- Le championnat de Suède féminin de football 2021 est la 49e du championnat de Suède féminin, la 34e dans son organisation actuelle. Les douze meilleurs clubs féminins de football de Suède sont regroupés au sein d'une poule unique, la Damallsvenskan, où ils s'affrontent deux fois au cours de la saison, à domicile et à l'extérieur.
- La Coupe nordique de futsal 2021 est la septième édition de la Coupe nordique de futsal qui a lieu en Suède dans la ville de Karlskrona[4], un tournoi international de football pour les États des Pays nordiques affiliées à la FIFA organisée par l'UEFA. Pour la première fois la Finlande ne fera pas partie du tournoi.
- La finale de la Ligue des champions féminine 2020-2021 est la 20e finale de la Ligue des champions féminine de l'UEFA. La finale se déroule le 16 mai 2021 au stade Gamla Ullevi de Göteborg, en Suède.

### Hockey sur glace
- La saison 2020-2021 est la 46e saison de la SHL pour Svenska hockeyligan ou Swedish Hockey League, le championnat élite de hockey sur glace en Suède.
- Le Championnat du monde féminin moins de 18 ans de hockey sur glace 2021 devait être la quatorzième édition de cette compétition organisée par la Fédération internationale de hockey sur glace (IIHF). En raison de la pandémie de Covid-19, l'IIHF a annoncé le 17 septembre 2020 l'annulation de l'ensemble de la compétition[5],[6].

### Patinage artistique
- Les championnats du monde de patinage artistique 2021 ont lieu du 22 au 28 mars 2021 à l'Ericsson Globe de Stockholm en Suède. Les compétitions se tiennent à huis clos à cause de la pandémie de Covid-19.

### Rugby à XV
- Le Championnat de Suède de rugby à XV 2021 également appelé Allsvenskan 2021, oppose les dix meilleures équipes suédoises de rugby à XV. Il débute le 7 août 2021 pour s'achever le 9 octobre 2021.

### Sports d'hiver
- Les championnats du monde de snowboard 2021 sont la 14e édition des championnats du monde de snowboard, prévue initialement à Zhangjiakou en Chine, puis à Calgary au Canada, qui se déroule sur 3 sites différents en raison de la pandémie de Covid-19 :

### Tennis
- L'édition 2021 du tournoi de tennis de Stockholm se déroule du 7 au 13 novembre, sur dur en intérieur. Elle appartient à la catégorie ATP 250.
- L'édition masculine 2021 du tournoi de tennis de Suède à Båstad se déroule du 12 au 18 juillet sur terre battue en extérieur. Elle appartient à la catégorie ATP 250.
- L'édition féminine 2021 du tournoi de tennis de Suède se déroule du 5 au 10 juillet sur terre battue en extérieur. Elle appartient à la catégorie WTA 125.

## Naissances
- Naissances en Norvège en 2021

## Décès
- Décès en Norvège en 2021